# Quick Lane Bowl 2014
Match précédent Match suivant
L'édition 2014 du Quick Lane Bowl s'est déroulée le 26 décembre 2014 au Ford Field de Detroit dans le Michigan. C'était de la première édition de cet évènement.
Ce bowl remplace de facto le Little Caesars Pizza Bowl dans le calendrier.
Il s'agit d'un match de football américain d'après-saison régulière de niveau universitaire certifié par la NCAA.
La Ford Motor Company assure le sponsoring du nom du bowl au travers de sa marque de magasins d'accessoires automobile, Quick Lane.

## Présentation du match
Soutenu par les Lions de Détroit (équipe de football professionnel en NFL), le match met en présence les Scarlet Knights de Rutgers issus de la Big 10 aux Tar Heels de la Caroline du Nord issus de l'ACC.
Il s'agit de la 7e rencontre entre ces deux équipes (3 victoires chacune), leur dernière opposition ayant eu lieu en 2011.
| Équipes                                                                                          | Conférences | Entraîneurs  | Stats. saison rég. |
| ------------------------------------------------------------------------------------------------ | ----------- | ------------ | ------------------ |
| Scarlet Knights de Rutgers                                                                       | Big Ten     | Kyle Flood   | 7-5                |
| Tar Heels de la Caroline du Nord                                                                 | ACC         | Larry Fedora | 6-6                |
| Arbitre : Marc Curles (SEC) Équipe donnée favorite par les bookmakers : Caroline du Nord (3,5/1) |             |              |                    |

Les Scarlet Knights de Rutgers affichent un bilan en saison régulière de 7 victoires pour 5 défaites (3 victoires et 5 défaites en conférence). Ils participent à leur première saison en Conférence Big 10 venant de l'American Athletic Conference. À l'approche de la fin de saison, les officiels de Rutgers sont entrés en négociation avec plusieurs organisateurs de bowl espérant ainsi rapidement être rassurés sur leur avenir. Même si au départ ils auraient préféré participer soit au TaxSlayer Bowl soit au Music City Bowl (lesquels étaient liés contractuellement avec la Conférence Big 10), les responsables de Rutgers acceptent de se lier avec le Quick Lane Bowl lorsqu'ils y sont invités le 7 décembre 2014 par le CEO du bowl et le président des Lions de Détroit, Tom Lewand.
Le coach principal, Kyle Flood, devient ainsi le premier dans l'histoire de l'équipe de Rutgers à accéder à un bowl d'après saison régulière lors de ses trois premières saisons de coaching.
Les Tar Heels de la Caroline du Nord affichent un bilan en saison régulière de 6 victoires pour 6 défaites (4 victoires et 4 défaites en conférence). Ils sont dirigés pour la 3e saison d'affilée par le coach principal Larry Fedora. C'est la première fois que cette équipe joue un bowl dans l'état de Michigan. Les Tar Heels auraient également pu participer à l'Independence Bowl ou au Military Bowl ou au St. Petersburg Bowl.

## Évolution du score - Statistiques[7]
| ÉVOLUTION DU SCORE DU QUICK LANE BOWL 2014 |                              |                              |                              |                              |                              | |       |       |
| QT                                         | Temps                        | Drive                        | Drive                        | Drive                        | Équipe                       | Description de l'action | Score | Score |
|                                            |                              | Jeux                         | Yards                        | TDP                          |                              | | RUT   | NCAR  |
| 1                                          | 12:43                        | 5                            | 75                           | 02:17                        | RUT                          | TD par WR Andre Patton à la suite d'une réception d'une passe de QB Gary Nova suivie d'une course de 34 yards + 1 pt de conversion par le kicker Kyle Federico    | 7     | 0     |
| 2                                          | 13:37                        | 7                            | 91                           | 03:42                        | RUT                          | TD par RB Josh Hicks à la suite d'une course de 21 yards + 1 pt de conversion par le kicker Kyle Federico                                                         | 14    | 0     |
| 2                                          | 09:08                        | 5                            | 49                           | 02:26                        | RUT                          | TD par RB Robert Martin à la suite d'une course de 8 yards mais la tentative de conversion par le kicker Kyle Federico échoue                                     | 20    | 0     |
| 2                                          | 00:11                        | 10                           | 58                           | 04:44                        | RUT                          | FG de 19 yards par le kicker Kyle Federico | 23    | 0     |
| 3                                          | 10:39                        | 12                           | 76                           | 04:21                        | N-CAR                        | TD par QB Marquise Williams à la suite d'une course d'un yard + 1 pt de conversion par le kicker Thomas Moore                                                     | 23    | 7     |
| 3                                          | 07:33                        | 7                            | 75                           | 03:06                        | RUT                          | TD par WR Andrew Turzilli à la suite d'une réception d'une passe de QB Gary Nova suivie d'une course de 34 yards + 1 pt de conversion par le kicker Kyle Federico | 30    | 7     |
| 4                                          | 14:11                        | 6                            | 56                           | 03:09                        | RUT                          | TD par Robert Martin à la suite d'une course de 28 yards + 1 pt de conversion par le kicker Kyle Federico                                                         | 37    | 7     |
| 4                                          | 10:04                        | 6                            | 44                           | 02:13                        | RUT                          | FG de 31 yards par le kicker Kyle Federico | 40    | 7     |
| 4                                          | 06:45                        | 8                            | 71                           | 03:19                        | N-CAR                        | TD par Jack Tabb à la suite d'une réception d'une passe de 7 yards de QB Marquise Williams + 1 pt de conversion par le kicker Thomas Moore                        | 40    | 14    |
| 4                                          | 04:59                        | 6                            | 54                           | 01:46                        | N-CAR                        | TD par Kendrick Singleton suite réception d’une passe de 1 yard de QB Mitch Trubisky + 1 pt de conversion par le kicker Thomas Moore                              | 40    | 21    |
| "TDP" = temps de possession.               | "TDP" = temps de possession. | "TDP" = temps de possession. | "TDP" = temps de possession. | "TDP" = temps de possession. | "TDP" = temps de possession. | "TDP" = temps de possession. | 40    | 21    |

| Statistiques par Équipes               |                     |                     |
| Statistiques                           | LTU                 | ILL                 |
| 1er downs                              | 23                  | 27                  |
| Conversion de 3e Down                  | 2/10                | 6/16                |
| Conversion de 4e Down                  | 2/2                 | 1/3                 |
| Jeux–Yards                             | ?/524               | ?/ 482              |
| Yards à la course                      | 42 courses, 340 yds | 40 courses, 219 yds |
| Yards à la passe                       | 9 passes, 184 yds   | 32 passes, 263 yds  |
| Passes : Réussies/Tentées-Interceptées | 9/20-0              | 32/46-0             |
| TD                                     | 5                   | 3                   |
| Field Goal                             | 2                   | 0                   |
| Sack subi (Nbre de yards perdus)       | 0 (0)               | 1 (13 yds)          |
| Fumble (Nombre/Yards perdus)           | 0/0                 | 2/2                 |
| Pénalités (Nombre/Yards perdus)        | 3/25 yds            | 6/70 yds            |
| Temps de possession                    | 29:22               | 30:38               |

| Statistiques individuelles |                   |                              |
| Quaterbacks                |                   |                              |
| RUT                        | Gary Nova         | 9/20, 0 Int., 184 yds, 2 TDs |
| N-CAR                      | Marquise Williams | 25/37, 0 Int., 198 yds, 1 TD |
| Meilleurs coureurs         |                   |                              |
| RUT                        | Josh Hicks        | 19 courses, 202 yds, 1 TD    |
| N-CAR                      | T.J. Logan        | 14 courses, 110 yds, 0 TD    |
| Meilleurs receveurs        |                   |                              |
| RUT                        | Andre Patton      | 3 réc., 67 yds, 1 TD         |
| N-CAR                      | Ryan Switzer      | 6 réc., 54 yds, 0 TD         |
| Meilleurs takleurs         |                   |                              |
| RUT                        | Johnathan Aiken   | 11 tackles                   |
| N-CAR                      | Tim Scott         | 5 tackles, 1 assiste         |